# Grandilithus lynx
Espèce
Synonymes
- Phrurolithus lynx Kamura, 1994

Grandilithus lynx est une espèce d'araignées aranéomorphes de la famille des Phrurolithidae.

## Distribution
Cette espèce se rencontre au Japon dans l'archipel Nansei et à Taïwan,.

## Description

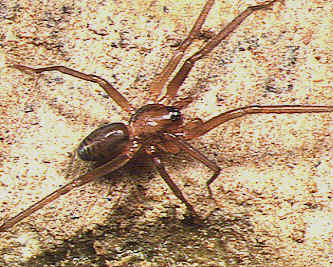
Grandilithus lynx ♂

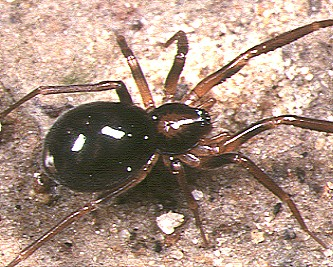
Grandilithus lynx ♀

Le mâle holotype mesure 2,85 mm et la femelle paratype 3,90 mm.

## Systématique et taxinomie
Cette espèce a été décrite sous le protonyme Phrurolithus lynx par Kamura en 1994. Elle est placée dans le genre Otacilia par Deeleman-Reinhold en 2001 puis dans le genre Grandilithus par Liu, Li, Zhang, Ying, Meng, Fei, Li, Xiao et Xu en 2022.

## Publication originale
- Kamura, 1994 : « Two new species of the genus Phrurolithus (Araneae: Clubionidae) from Iriomotejima Island, southwest Japan. » Acta Arachnologica, vol. 43, no 2, p. 163-168 (texte intégral).